# Microsoft Lumia 640
Microsoft Lumia 640 và Microsoft Lumia 640 XL là hai điện thoại thông minh Windows Phone được phát triển bởi Microsoft Mobile. Ra mắt vào 2 tháng 3 năm 2015, hai chiếc điện thoại này là những phiên bản kế nhiệm dòng Nokia Lumia 630 series, ra mắt năm 2014. Chúng đều được nhắm vào những thị trường đang phát triển, mặc dù chúng cũng có sẵn tại các thị trường phát triển như là lựa chọn chi phí thấp so với các điện thoại khác cùng phân khúc. Hai thiết bị này bắt đầu được phân phối tại Mỹ và các thị trường khác vào tháng 6 năm 2015.

## Ra mắt và phân phối
Lumia 640 và 640 XL được giới thiệu tại sự kiện của Microsoft tại Triển lãm di động toàn cầu ở Barcelona, Tây Ban Nha vào 2 tháng 3 năm 2015. Hai chiếc điện thoại thuộc phân khúc tầm trung (mặc dù Quản lý chung của Microsoft tại Scandinavia Ossi Korpela cho rằng Lumia 640/Lumia 640 XL là những điện thoại thông minh cao cấp giá phải chăng).
Chiếc Lumia 640 LTE có mức giá tại Mỹ từ 79.99 đô la Mỹ, trong khi chiếc Lumia 640 XL LTE (dành riêng cho nhà mạng AT&T tại Mỹ) có giá từ 249.99 đô la Mỹ.
Cả hai điện thoại đều có sẵn cả hai phiên bản Hai SIM và LTE trên toàn cầu từ tháng 4 năm 2015.
Ở một số quốc gia, người mua còn được khuyến mãi tặng thêm thẻ nhớ SD 16GB hoặc 32GB khi mua Lumia 640 và 640 XL.

## Phần cứng
Dù giống nhau về tên gọi và tên mã, Microsoft Lumia 640 và Microsoft Lumia 640 XL vẫn là hai thiết bị khác nhau cả về hình dáng và chức năng.
Chiếc Lumia 640 có màn hình hiển thị 5 inch HD IPS LCD với kính cường lực Corning Gorilla Glass 3 và lớp chống bám vân tay. Nó có bộ vi xử lý 1.2 GHz lõi tứ Qualcomm Snapdragon 400, 1 GB RAM và 8 GB (chỉ có sẵn 3 GB) bộ nhớ trong với bộ nhớ mở rộng lên tới 128GB sử dụng thẻ nhớ microSD. Nó sử dụng pin 2500mAh Li-Ion, máy ảnh chính 8 megapixel với đèn flash LED, và máy ảnh trước 0.9 megapixel góc rộng.
Microsoft Lumia 640 XL là phiên bản lớn hơn, với kiểu dáng "phablet" của Lumia 640, với màn hình 5.7 inch HD IPS LCD. Chiếc 640 XL được trang bị với phần cứng và kết nối mạng cơ bản tương tự như Lumia 640, nhưng giới thiệu máy ảnh chính với ống kính Zeiss 13MP (cảm biến 1/3.0″) với đèn flash LED, cùng với máy ảnh trước 5MP góc rộng. Nó sử dụng pin 3000mAh Li-Ion và có sẵn với nhiều phiên bản màu khác nhau.

### Biến thẻ
Tất cả các biến thể đều hỗ trợ bốn dải tần 2G/EDGE GSM: 850/900/1800/1900.

## Phần mềm

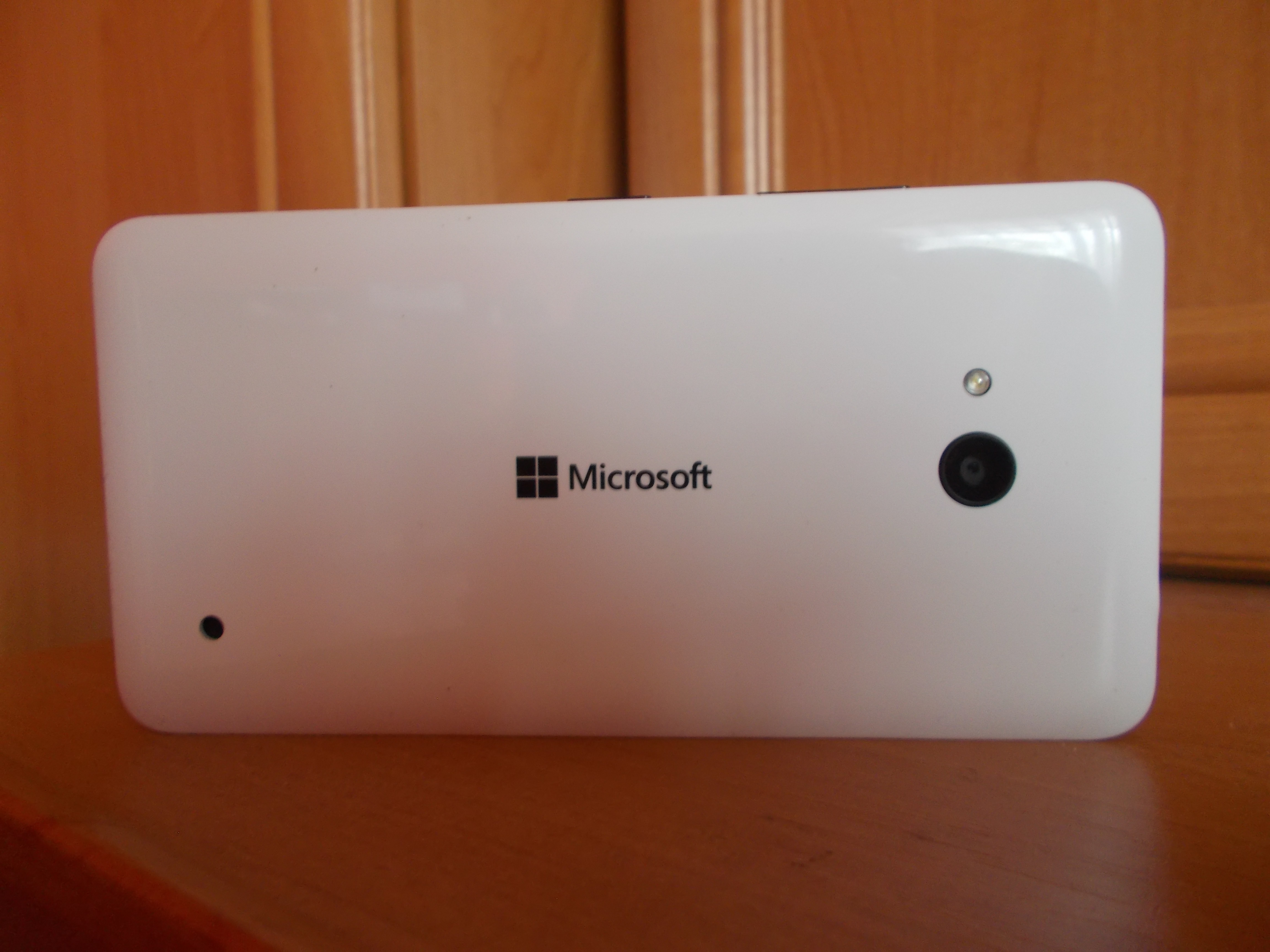
Một chiếc điện thoại Lumia 640

Lumia 640 và Lumia 640 XL được cài đặt sẵn Microsoft Windows Phone 8.1 Update 2 (thông qua gói phần mềm Lumia Denim), và cả hai chiếc điện thoại có thể nâng cấp được lên Windows 10 Mobile sau 2015. Ban đầu tại Hoa Kỳ, Lumia 640 và 640 XL được tặng kèm một năm sử dụng miễn phí Microsoft Office 365.

## Nhà mạng phân phối
Hoa Kỳ
- AT&T (Lumia 640 và 640 XL)
- Cricket Wireless (chỉ Lumia 640)
- MetroPCS (chỉ Lumia 640)
- T-Mobile (chỉ Lumia 640)